# Megaselia aurea
Megaselia aurea är en tvåvingeart som först beskrevs av Aldrich 1896.  Megaselia aurea ingår i släktet Megaselia och familjen puckelflugor. Inga underarter finns listade i Catalogue of Life.